# Estação Santo Inácio
A Estação Santo Inácio é uma das estações do VLT do Recife, situada em Cabo de Santo Agostinho, entre a Estação Ponte dos Carvalhos e a Estação Cabo.
Foi inaugurada no Século XIX e atende a moradores e trabalhadores do bairro de Santo Inácio, em Cabo de Santo Agostinho.

## História
A estação foi originalmente inaugurada por volta do final do Século XIX, como sendo uma das estações da Estrada de Ferro Recife ao São Francisco. Em 1905, a estação Santo Inácio passou a fazer parte do Ramal Recife-Maceió. Esse ramal de passageiros funcionou até os anos 80. Atualmente a estação faz parte da Linha Cajueiro Seco–Cabo do VLT do Recife.